# Nacionalisme navarrès

Escut de Navarra

El nacionalisme navarrès és un moviment que reivindica Navarra com a nació pròpia i diferenciada.

## Història
El nacionalisme navarrès sorgeix com un conjunt de plantejaments independentistes, diferenciats dels postulats del nacionalisme basc tradicional, que pretenen establir un Estat sobirà per a Navarra. Els nacionalistes navarresos veuen un precedent històric en els regnes medievals de Pamplona i Navarra. Els que no volen un Estat propi navarrès consideren que cal donar-li més importància a Navarra dins d'Euskal Herria, com a territori fundador d'aquest.
Fins i tot sent un moviment minoritari, té sectors diferenciats entre si. Alguns són més pròxims a l'esquerra abertzale, amb una ideologia pròxima al nacionalisme basc; uns altres són moderats, que volen una concessió de sobirania a Navarra més pausada i controlada; i també existeix un sector vinculat a la dreta política. Aquests últims, després de la Llei Paccionada Navarra (1841) i la dictadura de Francisco Franco (1936-1978), són més partidaris del foralisme, sent al País Basc un sector vinculat als plantejaments del PNB. En general, totes les corrents assumeixen la defensa del fuero com patrimoni i garantia del autogovern de Navarra.